# Nagy Koppány Zsolt
Nagy Koppány Zsolt (Marosvásárhely, 1978. október 5. –) romániai magyar író, fordító, szerkesztő.

## Életpályája
Szülei: Nagy Béla és Ilona. 1993–1997 között a Tamási Áron Gimnázium kémia-biológia szakos diákja volt. 1997–2001 között a kolozsvári Babeș–Bolyai Tudományegyetem magyar-angol szakos hallgatója volt. 1999 óta jelennek meg írásai. 2000-ben a Kriterion Könyvkiadó külső munkatársa és szerkesztője volt. 2000–2002 között az Erdélyi Híradó Könyvkiadó és az Előretolt Helyőrség szerkesztője volt. 2001 óta a Szegedi Tudományegyetem hallgatója. 2002 óta Budapesten él. 2006-ban adta ki első regényét.

## Művei
- Arról, hogy milyen nehéz; Erdélyi Híradó–Előretolt Helyőrség, Kolozsvár, 2000 (Előretolt helyőrség könyvek)
- Háromszéki utazások (útikönyv, 2002)
- A vendégmunkás dalai; Corsart, s.l., 2005
- Jozefát úr, avagy A regénykedés; Alexandra, Pécs, 2006 (Irodalmi jelen könyvek)
- Nagyapám tudott repülni; Magvető, Bp., 2007 (Magvető novellárium)
- Amelyben Ekler Ágostra emlékezünk; Magvető, Bp., 2010
- Mein Grossvater konnte fliegen (novellák, 2012)
- Nem kell vala megvénülnöd 2.0. Regény; Magvető, Bp., 2014
- Enumeráció. Válogatás az Előretolt Helyőrség Íróakadémia tagjainak alkotásaiból; vál., szerk. Nagy Koppány Zsolt; Kárpát-medencei Tehetséggondozó Nonprofit Kft., Bp., 2016
- Lórúgás gyomorszájra (2021)
- Apucifoci (2021)
- A vendégmunkás (és a) dalai (2021)

## Műfordításai
- Elizabeth Adler: Toszkánai nyár (regény)
- Pamela Anderson&Eric Shaw Quinn: Star (regény)
- Bill Clinton: Életem (önéletrajz)
- Adrian Oţoiu: Riadó, Portraites (novellák)
- Caius Dobrescu: Sárga ház, avagy a tér úttörői (regényrészlet)
- Alina Mungiu-Pippidi: Nemzetiség és terület ellentéte: identitásépítő és -tulajdonító mechanizmusok napjaink Erdélyében (tanulmány)
- Kiss J. Botond: The Book of the Delta (tudományos munka)

## Díjai, kitüntetései
- Mikó András-díj (2001)
- Faludy György-díj (2003)
- Székelyföld-díj (2004)
- Gion Nándor-ösztöndíj (2004, 2006)
- Irodalmi Jelen regénypályázat II. díja (2006)
- Tiszatáj-jutalom (2006)
- NKA alkotói támogatás (2009)
- Solitude-ösztöndíj (2009)
- Móricz Zsigmond-ösztöndíj (2010)
- Méhes György-díj (2014)[1]
- József Attila-díj (2016)
- Magyarország Babérkoszorúja díj (2025)